# Диденко, Даниил Григорьевич
Даниил Григорьевич Диденко (1916—1973) — подполковник Советской Армии, участник советско-финской и Великой Отечественной войны, Герой Советского Союза (1940).

## Биография
Даниил Диденко родился 11 (по новому стилю — 24) декабря 1916 года в селе Майданецкое (ныне — Тальновский район Черкасской области Украины) в семье крестьянина. Получил среднее образование. В 1937 году был призван на службу в Рабоче-крестьянскую Красную Армию. Учился в Ульяновском танковом училище. Участвовал в советско-финской войне, в звании старшины командовал танком 108-го танкового батальона 35-й легкотанковой бригады 7-й армии Северо-Западного фронта.
Диденко принимал участие в боевых действиях в составе бригады под командованием полковника Владимира Кашубы. В его экипаж входили механик-водитель Арсений Крысюк и башенный стрелок Евгений Кривой. Участвовал в первых, неудачных попытках прорыва линии Маннергейма. 20 февраля 1940 года группа в составе трёх танков, среди которых был и танк Диденко, а также взвода пехоты и отделения сапёров, начала штурм дота, вооружённого орудиями и пулемётами, вмонтированные так, чтобы была возможности кругового обстрела. Танк Диденко шёл первым и вскоре остался единственным в строю. Когда экипаж попытался обогнуть дот, танк получил серьёзные повреждения. Диденко, Крысюк и Кривой покинули танк и вместе с сапёрами залегли в снегу. Бойцы держали оборону в течение 12 часов, пока не стемнело.
7 марта 1940 года экипаж Диденко в составе взвода производил разведку в районе станции Тяйлисуо. Подпустив советские танки поближе, финские войска открыли из засады массированный огонь. Когда танк Диденко был подбит, он приказал снять пулемёты и покинуть машину. Танкисты держали оборону в течение 11 часов. Утром следующего дня подошли подкрепления.
Указом Президиума Верховного Совета СССР от 21 марта 1940 года за «отвагу и мужество, проявленные в боях с белофиннами» старшина Даниил Диденко был удостоен высокого звания Героя Советского Союза с вручением ордена Ленина и медали «Золотая Звезда» за номером 425.
В 1941 году окончил Ульяновское танковое училище. Участвовал в Великой Отечественной войне. В 1953 году окончил Высшую офицерскую бронетанковую школу. В 1964 году в звании подполковника Диденко был уволен в запас. Проживал и работал в Харькове, скончался 20 сентября 1973 года, похоронен на харьковском кладбище № 2.
Был также награждён двумя орденами Красной Звезды и рядом медалей.
В честь Диденко названа улица в его родном селе.